# Malin Levanon
Malin Vulcano Levanon, även Malin Vulcano, ursprungligen Anna Malin Johanna Norberg, född 12 november 1977 i Floda i Dalarna, är en svensk skådespelare och regissör.

## Biografi
Malin Levanon är uppvuxen i Gagnef i Dalarna, där hon redan som 8-åring debuterade i de årliga sommarspelen. Hon har studerat Jerzy Grotowskis dramapedagogik och arbetat med Mike Leighs metod för film. Hon är medlem i Europeiska filmakademin, som delar ut European Film Awards, sedan 2016.
Levanon har medverkat i Bron, I skuggan av värmen, Återträffen, Flocken, Tjuvheder, Kärlek & anarki, Clark och Detektiven från Beledweyne. Det publika genombrottet kom 2016 med rollen som Minna i långfilmen Tjuvheder. 
Levanon har även skrivit och regisserat filmerna Off radar (2020) och Tänk (2005) samt föreställningarna Malin Vulcano i lavalampans sken (2007–2008) och multimediaperformancet Sacred Electro på regionalmuseet i Guadalajara, Mexico (2010–2011). År 2011 deltog hon som konstnär med självporträttserien Boobytrap i den internationella fotofestivalen SA foto September, San Antonio, Texas USA.

### Priser och nomineringar
Levanon tilldelades 2016 Guldbaggen i kategorin Bästa kvinnliga huvudroll för huvudrollen som Minna i långfilmen Tjuvheder. Levanon spelade även Mamman i filmen Flocken, som hon 2016 mottog Filmpublicisternas pris "Årets filmpar" tillsammans med kollegan Eva Melander. Hon vann samma år Lena Nyman-priset. Levanon spelade Malle i långfilmen Återträffen, som vann Kritikerpriset och Bästa Debut på Filmfestivalen i Venedig 2013; filmen vann också en Guldbagge för Bästa film. Levanon tilldelades 2016 "Lights Award" Casters Critiques Choice hederspris i Berlin. Hon nominerades till Kristallen för Bästa kvinnliga huvudroll i rollen som Tilda Rehnström i tv-serien Detektiven från Beledweyne 2023.

## Filmografi i urval
- 2003 – Bank für alle (TV-serie)[6]
- 2005 – Tänk
- 2006 – Frostbiten
- 2009 – I skuggan av värmen
- 2011 – Bron (TV-serie)[7]
- 2011 – Gläntan
- 2011 – Anno 1790 (TV-serie)
- 2012 – Portkod 1321[8]
- 2013 – Återträffen
- 2015 – Flocken
- 2015 – Tjuvheder
- 2016 – Black widows (TV-serie)
- 2016 – 6A
- 2017 – Krig
- 2018 – Iron Sky: The Ark
- 2019 – Britt-Marie var här
- 2020 – Off Radar (manusförfattare och regissör)
- 2020 – Kärlek & Anarki (TV-serie)
- 2022 – Clark (TV-serie)
- 2023 – Detektiven från Beledweyne (TV-serie)
- 2024 – Dutyfree[9]
- 2024 – Hemmet[10]
- 2025 – Lita på mig (TV-serie)